# Psilota rubriventris
Psilota rubriventris är en tvåvingeart som först beskrevs av Jacques-Marie-Frangile Bigot 1885.  Psilota rubriventris ingår i släktet sotblomflugor, och familjen blomflugor. Inga underarter finns listade i Catalogue of Life.